# أبناي (كيسكان)
أبناي (بالفارسية: آبنای) هي قرية تقع في إيران في قسم كيسكان الريفي. يقدر عدد سكانها بـ 21 نسمة بحسب إحصاء 2016.